# Torneo Interfederale Coppa Torino
Torneo Interfederale Coppa Torino (z wł. Międzyfederalny turniej Puchar Turyna) – międzynarodowy towarzyski klubowy turniej piłkarski rozgrywany latem 1910 i 1912 w Turynie (Włochy).
W pierwszej edycji turnieju występowały cztery drużyny i rozgrywano dwa mecze półfinałowe oraz mecz o 3 miejsce i finał. W przypadku remisu przeprowadzana była seria rzutów karnych. W drugiej edycji dwie drużyny z Turynu rozegrały po 2 mecze z gośćmi ze Szwajcarii i Austrii, a za zwycięzcę uznano drużynę, która uzyskała najwięcej punktów.

## Finały
| Edycja | Rok  | Finał                | Finał   | Finał     | Trzecie miejsce    | Trzecie miejsce | Trzecie miejsce |
| Edycja | Rok  | Zwycięzca            | Wynik   | Finalista | 3 miejsce          | Wynik           | 4 miejsce       |
| ------ | ---- | -------------------- | ------- | --------- | ------------------ | --------------- | --------------- |
| I      | 1910 | FC Aarau             | 2:0     | AC Torino | Montriond Sports   | 5:0             | Juventus F.C.   |
| II     | 1912 | FC La Chaux-de-Fonds | turniej | AC Torino | FK Wiener Amateure | turniej         | Juventus F.C.   |

## Statystyki
| Lp.  | Klub                 | Zdobywca | Finalista | Lata triumfów |
| ---- | -------------------- | -------- | --------- | ------------- |
| 1-2. | FC Aarau             | 1        | 0         | 1910          |
|      | FC La Chaux-de-Fonds | 1        | 0         | 1912          |
| 3.   | AC Torino            | 0        | 2         |               |